# Ассута
Ассута (ивр. אסותא מרכזים רפואיים‎) — сеть частных медицинских комплексов в Израиле, расположенная на территории многих городов Израиля. Ассута является самым крупным современным частным медицинским центром в Израиле. По уровню доходов Ассута находится на седьмом месте среди израильских больниц.

## История

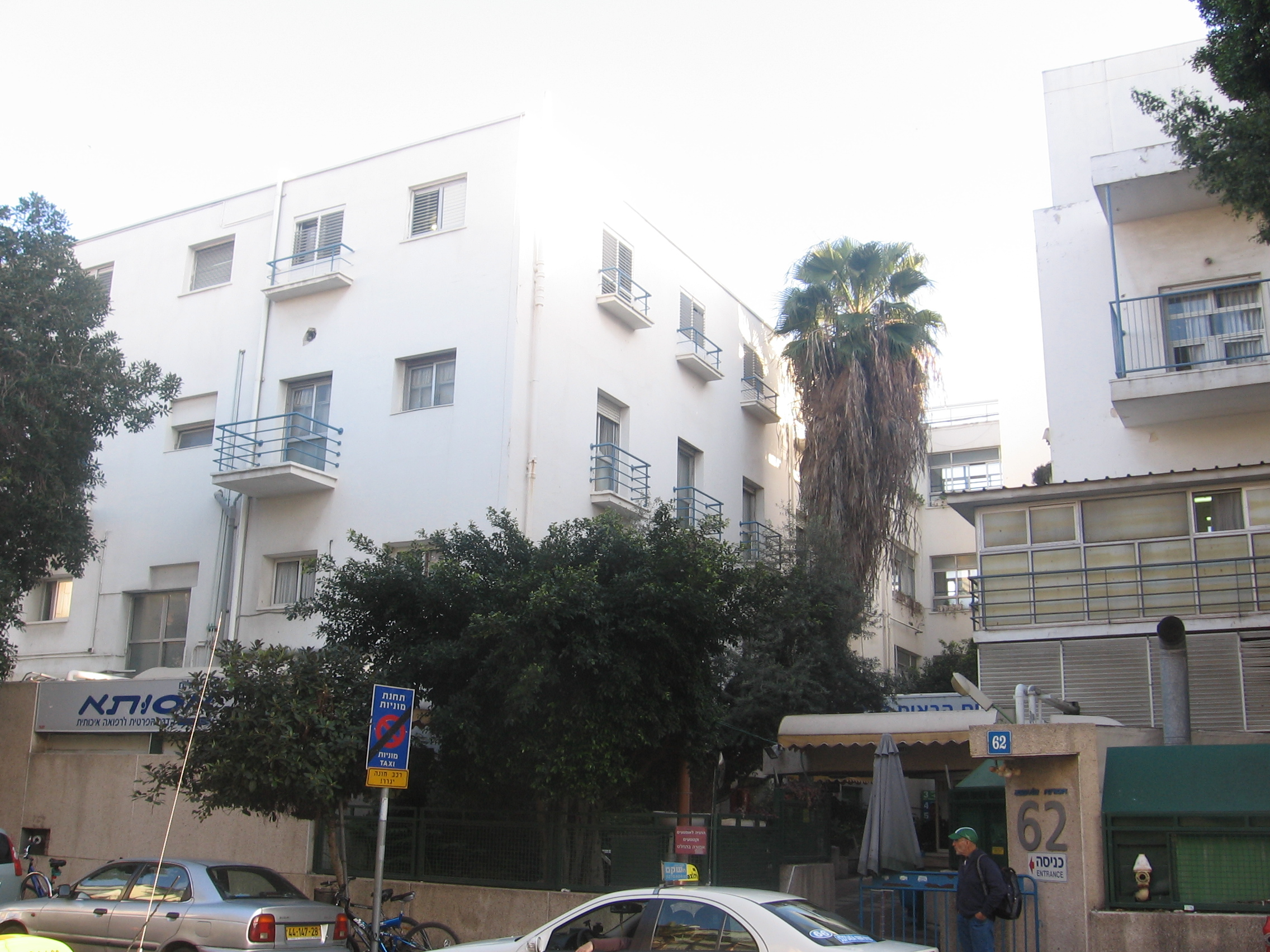
Старое здание в стиле баухаус.

История учреждения начинается с основания в 1934 году частной клиники в Тель-Авиве.
Ассуту основал доктор Бен-Цион Харель и его сын, которые в партнёрстве с другими врачами, в основном репатриантами из Германии, открыли одно из первых частных лечебных учреждений. Акции данного общества были распределены между врачами.
Учреждение было построено на участке площадью 8 гектаров, приобретённом у деревни Суммэйль, расположенной к северо-востоку от Тель-Авива. Позднее там пролегла улица Жаботинского. Здание было возведено по проекту архитектора Иосифа Найфельда и выполнено в популярном на то время стиле баухаус. Позднее здесь ещё работали такие авторы, как Отто Шиллер и Израиль Дикер.
Больница открылась в 1935 году. В 1984 году учреждение приобрело Maccabi Health Care Services и с тех пор государство частично им владеет, но тем не менее оно остаётся частной клиникой, сочетая медицинские услуги и стандарты отеля.
В 2009 году в тель-авивском районе Рамат-ха-Хаяль был открыт новый современный корпус комплекса, находящийся рядом с парком Яркон. Он сочетает высотную часть белого цвета и стильную часть красного цвета меньшей высотности. Концепция здания была разработана группой архитекторов Израиля и Канады, с канадской стороны — Zeidler, с израильской — Moore Yasky Sivan Architects.
В феврале 2011 года Ассута получила аккредитационный сертификат Международной аккредитации здравоохранения от Объединенной международной комиссии (JCI), что свидетельствует о международном уровне её деятельности и привлекает к ней медицинский туризм.

## Инфраструктура и деятельность
Внутри комплекса размещены гостиничные номера, в том числе семейные, бизнес-коммуникационный центр, дом молитвы для всех конфессий, также предоставляется беспроводной доступ в Интернет. Есть лекционный зал, аптека, комната отдыха.
Площадь — 970 тысяч квадратных метров. В клинике — 16 операционных.
Кроме тель-авивского комплекса Ассуте принадлежат больницы в Хайфе, Беэр-Шеве и Ришон-ле-Ционе, а также хирургические центры и клиники в других городах. 4 июня 2017 года открылась больница в Ашдоде.
Медицинский комплекс включает следующие отделения:
- Онкология
- Общая хирургия
- ЭКО
- Кардиохирургический центр
- Ортопедия
- Нейрохирургия
- Радиотерапия
- Центр томографии
- Институт диализа
- Гастроэнтерология
- Гинекология
- Дерматология
- Урология
- Офтальмология
- Пластическая хирургия.

Основные направления деятельности: общая хирургия, кардиология, гинекология, ЭКО. Также в клинике проводятся операции по удалению опухолей разного происхождения и сложнейшие нейрохирургические операции. На постоянной основе в клинике работают 25 ведущих нейрохирургов.
Так как «Ассута» частная больница, в ней нет постоянного штата врачей — все врачи работают по контракту. Данный метод позволяет больнице привлекать для работы самых лучших специалистов страны и тем самым давать возможность пациентам получить диагностику и лечение, самостоятельно выбирая специалиста. В больнице работали известные израильские и мировые медики, среди них: хирург-онколог профессор Моше Папа, ведущий израильский специалист по нейрохирургии и инвазивной нейрорадиологии профессор Шимон Маймон, кардиолог профессор Шмуэль Рат, ведущий израильский пульмонолог доктор Амир Онн, эндокринолог профессор Луис Шенкман, ведущий специалист в области лечения мерцательной аритмии доктор Леонид Стерник.
Согласно данным, опубликованным Ассутой, в её сети ежегодно проводится около 85000 операций, 235000 диагностических обследований, 5000 процедур катетеризации сердца[уточнить].
В больнице ежегодно выполняются около 7000 процедур экстракорпорального оплодотворения (ЭКО), что составляет четверть процедур ЭКО проводимых в Израиле, ставшим мировым центром в этой области.